# 余鹏

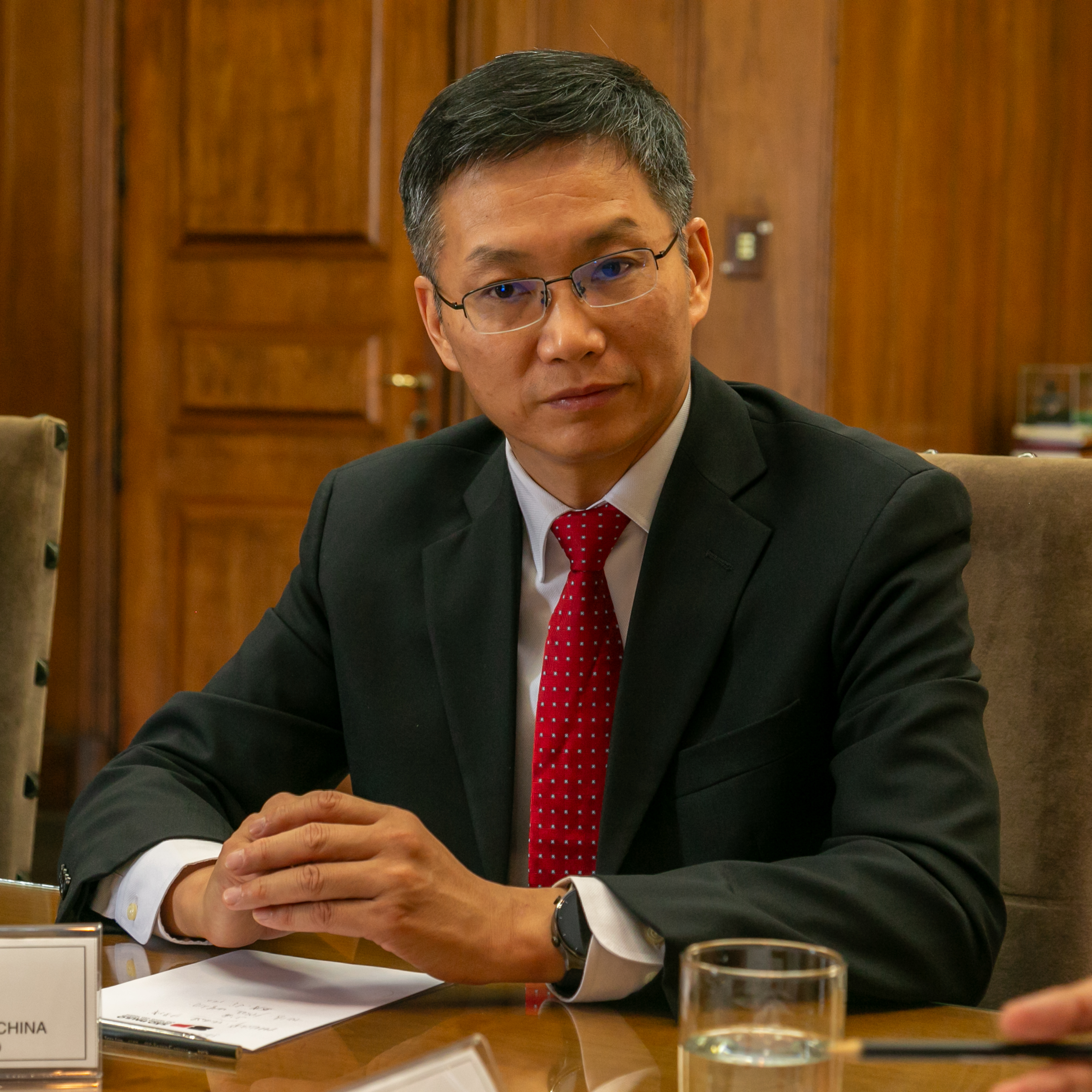
余鹏

余鹏（1973年2月—），男，中华人民共和国外交官，现任中华人民共和国驻圣保罗总领事。

## 生平
余鹏曾任外交部干部司考录处处长。2016年，任驻芝加哥总领事馆副总领事。2023年9月，出任中华人民共和国驻圣保罗总领事。